# Arrowsmith Lake, British Columbia
Arrowsmith Lake är en sjö i Kanada.   Den ligger i provinsen British Columbia, i den sydvästra delen av landet, 3 600 km väster om huvudstaden Ottawa. Arrowsmith Lake ligger 821 meter över havet. Arean är 0,34 kvadratkilometer. Den sträcker sig 0,6 kilometer i nord-sydlig riktning, och 0,8 kilometer i öst-västlig riktning.
I omgivningarna runt Arrowsmith Lake växer i huvudsak barrskog. Runt Arrowsmith Lake är det glesbefolkat, med 13 invånare per kvadratkilometer.